# Pływanie na Letnich Igrzyskach Olimpijskich 1932 – 100 m stylem grzbietowym mężczyzn
100 m stylem grzbietowym mężczyzn – jedna z konkurencji pływackich rozgrywanych podczas X Igrzysk Olimpijskich w Los Angeles. Eliminacje odbyły się 10 sierpnia, półfinały 11 sierpnia, a finał 12 sierpnia 1932 roku.
Podium w tej konkurencji zdominowali Japończycy. Mistrzem olimpijskim został Masaji Kiyokawa. Srebrny medal zdobył Toshio Irie, a brąz Kentaro Kawatsu. Głównym rywalem reprezentantów Japonii był Niemiec Ernst Küppers, ale popełnił falstart i ostatecznie zajął piąte miejsce. Była to jedyna konkurencja pływacka na igrzyskach w 1932 roku, podczas której nie ustanowiono nowego rekordu olimpijskiego.

## Rekordy
Przed zawodami rekord świata i rekord olimpijski wyglądały następująco:
| Rekord            | Zawodnik     | Czas   | Miejsce   | Data            |       |
| ----------------- | ------------ | ------ | --------- | --------------- | ----- |
| Rekord świata     | George Kojac | 1:08,2 | Amsterdam | 9 sierpnia 1928 | [ 1 ] |
| Rekord olimpijski | George Kojac | 1:08,2 | Amsterdam | 9 sierpnia 1928 | [ 1 ] |

## Wyniki

### Eliminacje
Do półfinałów awansowało dwóch najlepszych zawodników z każdego wyścigu oraz najszybszy z pływaków, którzy zajęli trzecie miejsca.
Wyścig eliminacyjny 1
| Miejsce | Zawodnik        | Państwo           | Czas   | Uwagi |
| ------- | --------------- | ----------------- | ------ | ----- |
| 1.      | Masaji Kiyokawa | Japonia           | 1:08,9 | Q     |
| 2.      | Robert Kerber   | Stany Zjednoczone | 1:13,0 | Q     |
| 3.      | Robert Halloran | Kanada            | 1:14,2 |       |
| 4.      | Eskil Lundahl   | Szwecja           | 1:16,4 |       |

Wyścig eliminacyjny 2
| Miejsce | Zawodnik        | Państwo             | Czas   | Uwagi |
| ------- | --------------- | ------------------- | ------ | ----- |
| 1.      | Dan Zehr        | Stany Zjednoczone   | 1:09,9 | Q     |
| 2.      | Ernst Küppers   | Republika Weimarska | 1:10,2 | Q     |
| 3.      | Kentaro Kawatsu | Japonia             | 1:10,9 | q     |
| 4.      | Willie Francis  | Wielka Brytania     | 1:12,9 |       |
| 5.      | Benvenuto Nunes | Brazylia            | 1:21,0 |       |

Wyścig eliminacyjny 3
| Miejsce | Zawodnik       | Państwo  | Czas     | Uwagi |
| ------- | -------------- | -------- | -------- | ----- |
| 1.      | Toshio Irie    | Japonia  | 1:11,3   | Q     |
| 2.      | Munroe Bourne  | Kanada   | 1:14,3   | Q     |
| 3.      | Jorge de Paula | Brazylia | 1:29,2   |       |
| 4.      | Marcel Noual   | Francja  | 9:99,9 ! | DSQ   |

Wyścig eliminacyjny 4
| Miejsce | Zawodnik        | Państwo           | Czas   | Uwagi |
| ------- | --------------- | ----------------- | ------ | ----- |
| 1.      | William Karlsen | Norwegia          | 1:13,7 | Q     |
| 2.      | Gordon Chalmers | Stany Zjednoczone | 1:17,2 | Q     |
| 3.      | Dennis Walker   | Kanada            | 1:21,0 |       |

### Półfinały
Do finału awansowało trzech najlepszych zawodników z każdego półfinału.
Półfinał 1
| Miejsce | Zawodnik        | Państwo             | Czas   | Uwagi |
| ------- | --------------- | ------------------- | ------ | ----- |
| 1.      | Masaji Kiyokawa | Japonia             | 1:09,0 | Q     |
| 2.      | Ernst Küppers   | Republika Weimarska | 1:09,8 | Q     |
| 3.      | Kentaro Kawatsu | Japonia             | 1:10,2 | Q     |
| 4.      | Gordon Chalmers | Stany Zjednoczone   | 1:11,6 |       |
| 5.      | William Karlsen | Norwegia            | 1:13,3 |       |

Półfinał 2
| Miejsce | Zawodnik      | Państwo           | Czas   | Uwagi |
| ------- | ------------- | ----------------- | ------ | ----- |
| 1.      | Toshio Irie   | Japonia           | 1:10,9 | Q     |
| 2.      | Dan Zehr      | Stany Zjednoczone | 1:11,6 | Q     |
| 3.      | Robert Kerber | Stany Zjednoczone | 1:13,0 | Q     |
| 4.      | Munroe Bourne | Kanada            | 1:13,9 |       |

### Finał
| Miejsce | Zawodnik        | Państwo             | Czas   | Uwagi |
| ------- | --------------- | ------------------- | ------ | ----- |
| 1 !     | Masaji Kiyokawa | Japonia             | 1:08,6 |       |
| 2 !     | Toshio Irie     | Japonia             | 1:09,8 |       |
| 3 !     | Kentaro Kawatsu | Japonia             | 1:10,0 |       |
| 4.      | Dan Zehr        | Stany Zjednoczone   | 1:10,9 |       |
| 5.      | Ernst Küppers   | Republika Weimarska | 1:11,3 |       |
| 6.      | Robert Kerber   | Stany Zjednoczone   | 1:12,8 |       |